# Kuvempu-universitetet
Kuvempu-universitetet (Kuvempu University) är ett statligt universitet i Karnataka i Indien. Universitetet grundades 29 juni 1987.